# Julie d'Aubigny
Julie d'Aubigny (1670/1673 - Provence, 1707), ook bekend als Mademoiselle Maupin en La Maupin, was een Franse operazangeres en schermer.

## Biografie

### Jeugd
Julie d'Aubigny werd geboren als de dochter van Gaston d'Aubigny, de secretaris van Lodewijk van Armagnac. Haar vader was verantwoordelijk voor de opleiding van de pages aan het hof en aan hun zijde leerde zijn dochter al op jonge leeftijd dansen, lezen, tekenen en schermen en hierbij ging ze als jongen gekleed. Op veertienjarige leeftijd werd ze door de graaf van Armangnac verkracht en liet haar uithuwelijken aan Sieur de Maupin en werd ze Madame de Maupin (of La Maupin in de volksmond). Kort na het huwelijk verkreeg haar man een aanstelling in het zuiden van Frankrijk, maar de graaf liet haar in Parijs verblijven.
Omstreeks 1687 kreeg La Maupin een verhouding met de assistent schermmeester Sérannes. Toen Gabriel Nicolas de La Reynie hem wilde aanhouden vanwege het doden van een man in een illegaal duel vluchtte het koppel naar Marseille. Op hun weg naar het zuiden verdienden ze de kost door schermvoorstellingen te geven en te zingen in herbergen en op lokale kermissen. Tijdens hun reis was La Maupin verkleed als man, maar verborg ze haar geslacht niet. Nadat ze eenmaal Marseille hadden bereikt ging ze deel uitmaken van het operagezelschap van Pierre Gaultier. Aldaar kwam er ook een einde aan haar verhouding met Sérannes en kreeg ze iets met een jonge vrouw. Toen de ouders van het meisje haar wegstopten in het klooster van de visitandinnen in Avignon trad La Maupin ook toe als postulante. Om samen met haar geliefde te kunnen vluchten stal ze het lichaam van een dode non, legde die in de kamer van haar geliefde en stak de kamer in brand.
Ze vertrok ditmaal weer richting Parijs en onderweg leerde ze de oude acteur Maréchal kennen die haar les ging geven. In Villeperdue raakte La Maupin in duel met een jonge edelman en wist ze hem te verwonden. Toen ze later navraag deed bleek hij de zoon te zijn van de Hertog van Luynes. Ze bezocht hem op zijn ziektebed en ze kregen een verhouding met elkaar. Nadat hij hersteld was reisde La Maupin verder naar Rouaan en ontmoette ze Gabriel-Vincent Thévenard met wie ze een affaire kreeg. Ondertussen zocht ze ook contact met de graaf van Armagnac om haar veroordeling aan te vechten. Hij wist de koning te overtuigen om haar gratie te verlenen en gaf haar toestemming om te zingen bij de Opera van Parijs.

### Operacarrière
In 1690 werd ze in dienst genomen bij de opera en La Maupin maakte haar debuut als Pallas Athena in de opera Cadmus et Hermione van Jean-Baptiste Lully. Aanvankelijk zong ze als sopraan in het operagezelschap, maar later werd ze een Contra-alt. Ook bij de opera zou ze verschillende affaires hebben, maar toen ze werd afgewezen door Fanchon Moreau trachtte ze zelfmoord te plegen. Haar carrière werd een tijdelijke halt toegeroepen in 1695 toen ze openlijk bij een bal zoende met een andere vrouw. Ze werd hierop door drie verschillende mannen tot een duel uitgedaagd en ze wist hen allen te verslaan. Ze vluchtte hierop wel uit Parijs omdat de koning duels had verboden. Ze kwam terecht in Brussel waar ze de minnares zou worden van de landvoogd Maximiliaan II Emanuel van Beieren.
Tijdens haar tijd in Brussel trad ze op in het Opéra du Quai au Foin en in 1698 keerde ze terug naar Parijs waar ze de gepensioneerde Marie Le Rochois verving. Tot aan 1705 zou La Maupin in opera's zingen van Pascal Collasse, André-Cardinal Destouches en André Campra. Deze laatste componeerde speciaal voor haar de rol van Clorinde in zijn opera Tancrède. Haar laatste optreden was in de opera La Vénitienne van Michel de La Barre. De laatste jaren van haar carrière bracht ze door met de markiezin Marie Louise Thérèse de Senneterre. Nadat La Maupin stopte met de opera in 1705 vluchtte ze naar een klooster in de Provence waar ze twee jaar later zou overlijden.